# カラカルパク自治ソビエト社会主義共和国

カラカルパク自治ソビエト社会主義共和国
Қарақалпақстан АССР
Қорақалпоғистон АССР
Каракалпакская АССР

カラカルパクASSRの位置。

カラカルパク自治ソビエト社会主義共和国（カラカルパクじちソビエトしゃかいしゅぎきょうわこく、カラカルパク語: Қарақалпақстан АССР、ウズベク語: Қорақалпоғистон АССР、ロシア語: Каракалпакская АССР）またはカラカルパクASSRは、ソビエト連邦の自治共和国の一つである。
1932年7月20日に、カラカルパク自治州から昇格。1936年12月5日に、ウズベク・ソビエト社会主義共和国に編入された。ソビエト連邦中央アジアで唯一の自治共和国であった（厳密には、カザフASSR、キルギスASSRが昇格した1936年以降）。
1987年には都市と農村の人口はそれぞれ546,000人と593,000人であった。
1992年以降は、ウズベキスタン領内のカラカルパクスタン共和国として存在している。

## 民族の構成
1979年の国勢調査によると以下のような結果であった。
- カラカルパク人 - 282,000人
- ウズベク人 - 285,000人
- カザフ人 - 240,000人
- トルクメン人 - 49,000人
- ロシア人とその他 - 21,000人

## 註
1. ↑  СССР, Административно-териториаляное деление союзных республик, стр. 379: Данните са към 1 януари 1987 г.
2. ↑  СССР Энциклопедический справочник, ред. А. М. Прохоров, стр. 543